# Emmanuel Liais

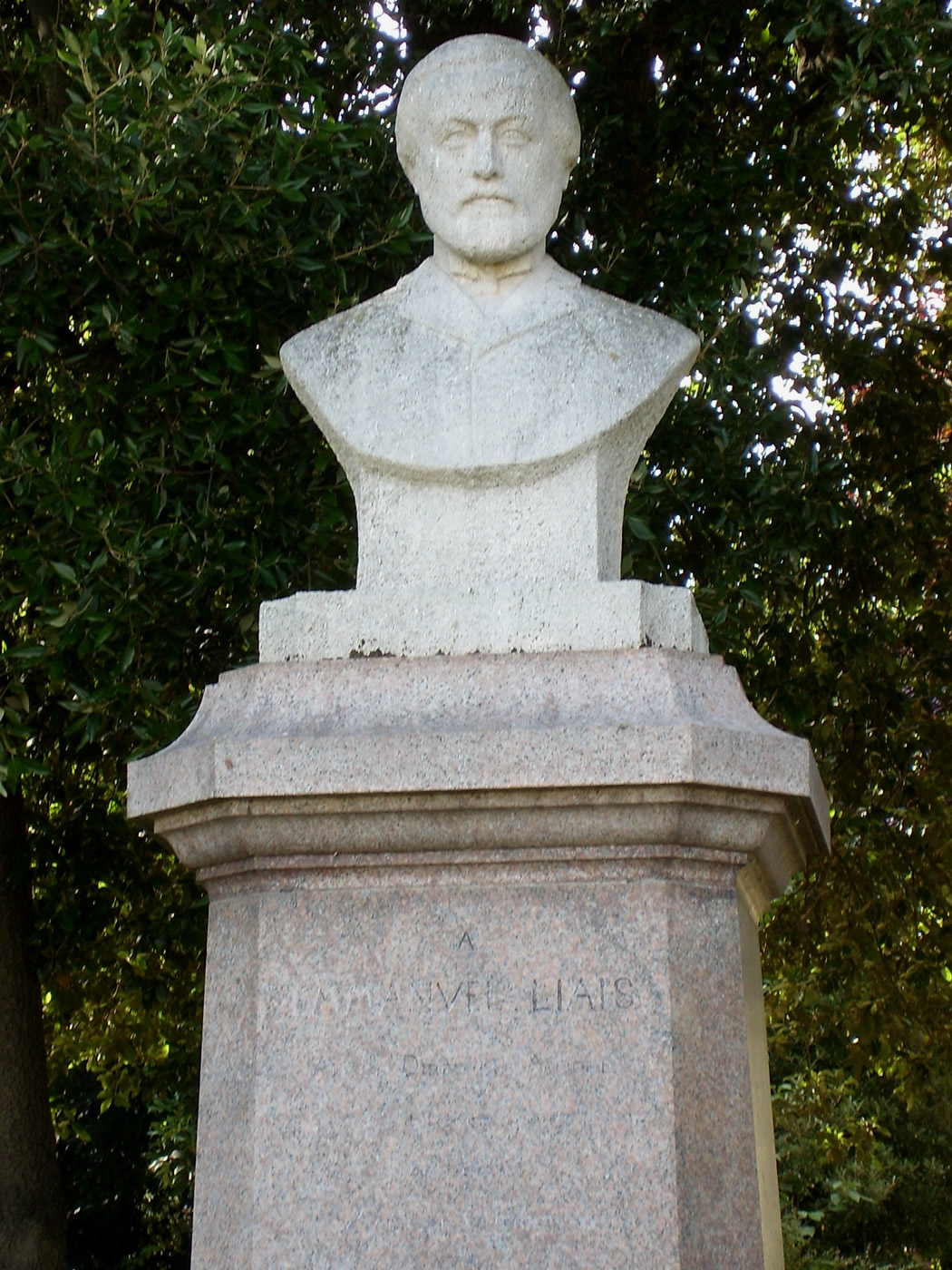
Büste von Emmanuel Liais.

Emmanuel Liais (* 15. Februar 1826 in Cherbourg; † 5. März 1900 ebenda) war ein französischer Astronom, Botaniker und Forschungsreisender, der viele Jahre in Brasilien lebte. Sein offizielles botanisches Autorenkürzel lautet „Liais“.

## Leben
Er entstammte einer wohlhabenden Familie, die im Schiffbau ihr Geld machte. Er selbst war Amateurwissenschaftler, der meteorologische Forschungen betrieb und einige Abhandlungen fertigte. Der bekannte Astronom François Arago nahm Notiz von einer Veröffentlichung aus dem Jahre 1852, in der Liais festgestellt hatte, dass das Klima in Cherbourg milder als das in Paris sei.
1854 folgte er dem Ruf nach Paris und nahm eine Tätigkeit am dortigen Observatorium an. Er assistierte Urbain Le Verrier bei seinen Versuchen, ein telegraphisches Netzwerk für meteorologische Vorhersagen einzurichten.
Liais reiste dann nach Brasilien, um die Sonnenfinsternis des 7. September 1858 zu beobachten und blieb danach für lange Zeit dort. Er geriet in die Kreise des brasilianischen Kaisers Dom Pedro II und wurde so Direktor des Imperial Observatoriums von Rio de Janeiro 1871 und nochmals von 1874 bis 1881.
Zwar wurde das Observatorium bereits 1827 gegründet, aber fast nur von Studenten aus Militärschulen genutzt. Liais wirkte verstärkt darauf hin, dass dieses Observatorium in erster Linie zu Forschungszwecken diente. Dazu verhalf ihm möglicherweise auch die Tatsache, dass er den Kometen C/1860 D1 (Liais) entdeckt hatte, was gleichbedeutend mit der ersten Kometenentdeckung von Brasilien aus war.
Er führte weiterhin Beobachtungen des Planeten Mars durch und kam dabei 1865 zu der Idee, dass die dunklen Albedo-Gebiete von Vegetation herrührten und nicht von Wasser. Beides erwies sich im Nachhinein als nicht richtig.
Auf Anordnung des Kaisers unternahm er Forschungsreisen innerhalb Brasiliens und studierte Pflanzen entlegener Gebiete. Einige dieser Pflanzen schickte er auch nach Frankreich. Gleichzeitig veröffentlichte er das Buch Climats, géologie, faune et géographie botanique du Brésil (Paris: Garnier Frères, 1872).
1878 begann ein öffentlicher Streit zwischen ihm und Manoel Pereira Reis und seine Position an der Sternwarte wurde zunehmend unhaltbarer. Anfang 1881 gab er auf und kehrte nach Cherbourg zurück. Hier war er von 1884 bis 1886 und nochmals von 1892 bis zu seinem Tode Bürgermeister. Nebenbei importierte er exotische Pflanzen aus Südafrika und Asien.
Er heiratete die Holländerin Margaritha Trovwen. Aus dieser Ehe entstammten allerdings keine Kinder. Seinen von ihm geschaffenen botanischen Park vermachte er der Stadt Cherbourg. Der Park wird noch heute Emmanuel-Liais-Garten genannt. Auch ein Krater auf Mars wird nach ihm genannt. Zusätzlich zum Park gibt es auch Emmanuel-Liais-Straße in Cherbourg. Die botanische Autoren-Standardabkürzung Liais wird für die Arten angewendet, die er einst beschrieb.

## Werke
- Climats, géologie, faune et géographie botanique du Brésil, Paris, Garnier Frères, 1872
- Traité d’astronomie appliquée à la géographie et à la navigation ; suivi de, La géodésie pratique, Paris, Garnier, 1867
- L’espace céleste et la nature tropicale. Description physique de l’univers d’après des observations personnelles faites dans les deux hémisphères, Paris, Garnier Frères, 1865
- L’espace céleste, ou, Description de l’univers : accompagnée de récits de voyages entrepris pour en compléter l’étude, Paris, Garnier Frères, 1881
- Théorie mathématique des oscillations du baromètre et recherche de la loi de la variation moyenne de la température avec la latitude, Paris, Bachelier, 1851
- Hydrographie du haut San-Francisco et du Rio das Velhas : ou, Résultats au point de vue hydrographique d'un voyage effectué dans la province de Minas-Geraes, Paris, Garnier ; Rio de Janeiro, Garnier, 1865
- Recherches sur la température de l’espace planétaire, Cherbourg, Lecauf, 1853
- L’histoire de la découverte de la planète Neptune, Leipzig, G. Fock, 1892
- De l’emploi des observations arimutales pour la détermination des ascensions droites et des déclinaisons des étoiles, Cherbourg, Bedelfontaine, 1858
- Influence de la mer sur les climats, ou, résultats des observations météorologiques faites à Cherbourg en 1848, 1849, 1850, 1851, Paris, Mallet-Bachelier ; Cherbourg : Bedelfontaine et Syffert, 1860
- De l'emploi de l'air chauffé comme force motrice, Paris, [s.n.], 1854